# Panelus danumensis
Panelus danumensis là một loài bọ cánh cứng trong họ Bọ hung (Scarabaeidae).